# Bheri (Zone)
Bheri (Nepali भेरी अञ्चल Bheri Anchal) war eine der ehemaligen 14 Verwaltungszonen in Nepal.
Sie war nach dem Fluss Bheri, einem linken Nebenfluss der Karnali (Oberlauf der Ghaghara), benannt und lag in der Entwicklungsregion Mittelwest. Verwaltungssitz war Nepalganj.
Bheri bestand aus 5 Distrikten:
- Banke
- Bardiya
- Dailekh
- Jajarkot
- Surkhet

Durch die Verfassung vom 20. September 2015 und die daraus resultierende Neugliederung Nepals in Provinzen wurden die Distrikte dieser Zone aufgeteilt und der neugeschaffenen Provinz Lumbini (anfangs Nr. 5) und der Provinz Karnali (anfangs Nr. 6) zugeordnet.